# ماریان ریفسکی
ماریان آدام رِیـِفسکی (لهستانی: Marian Adam Rejewski؛ ‏ [ˈmarjan reˈjefski] () MAR-yan Re-YEF-ski؛ ‏ ۱۶ اوت ۱۹۰۵ – ۱۳ فوریهٔ ۱۹۸۰) ریاضی‌دان و رمزنگار اهل لهستان بود.  که در سال ۱۹۳۲ دستگاه رمزنگاری و  کدگذاری ماشین انیگما نظامی آلمان نازی را بازسازی کرد. دستاوردهای رمزنگاری ریفسکی و همکارانش یژی روژیتسکی و هنریک زیگالسکی به انگلیسی ها این امکان را دادند تا در شروع جنگ جهانی دوم خواندن پیام های رمزگذاری شده ماشین انیگما آلمانی را آغاز کنند، هفت سال پس از ارتقاء ماشین اولیه ریفسکی . اطلاعاتی که انگلیسی ها از رمزگشایی های انیگما به‌دست آوردند، بخشی از آنچه به نام اولترا نامگذاری شد را تشکیل داد - به طور قطع به کارگیری این تکنیک - در شکست آلمان نقش داشت.